# 榊原康政
榊原 康政（さかきばら やすまさ）は、室町時代後期から江戸時代初期にかけての武将、大名。上野国館林藩の初代藩主。徳川氏の家臣。康政流榊原家初代当主。徳川三傑・徳川四天王・徳川十六神将に数えられ、現在も家康覇業の功臣として顕彰されている。

## 生涯

### 出生から家督相続

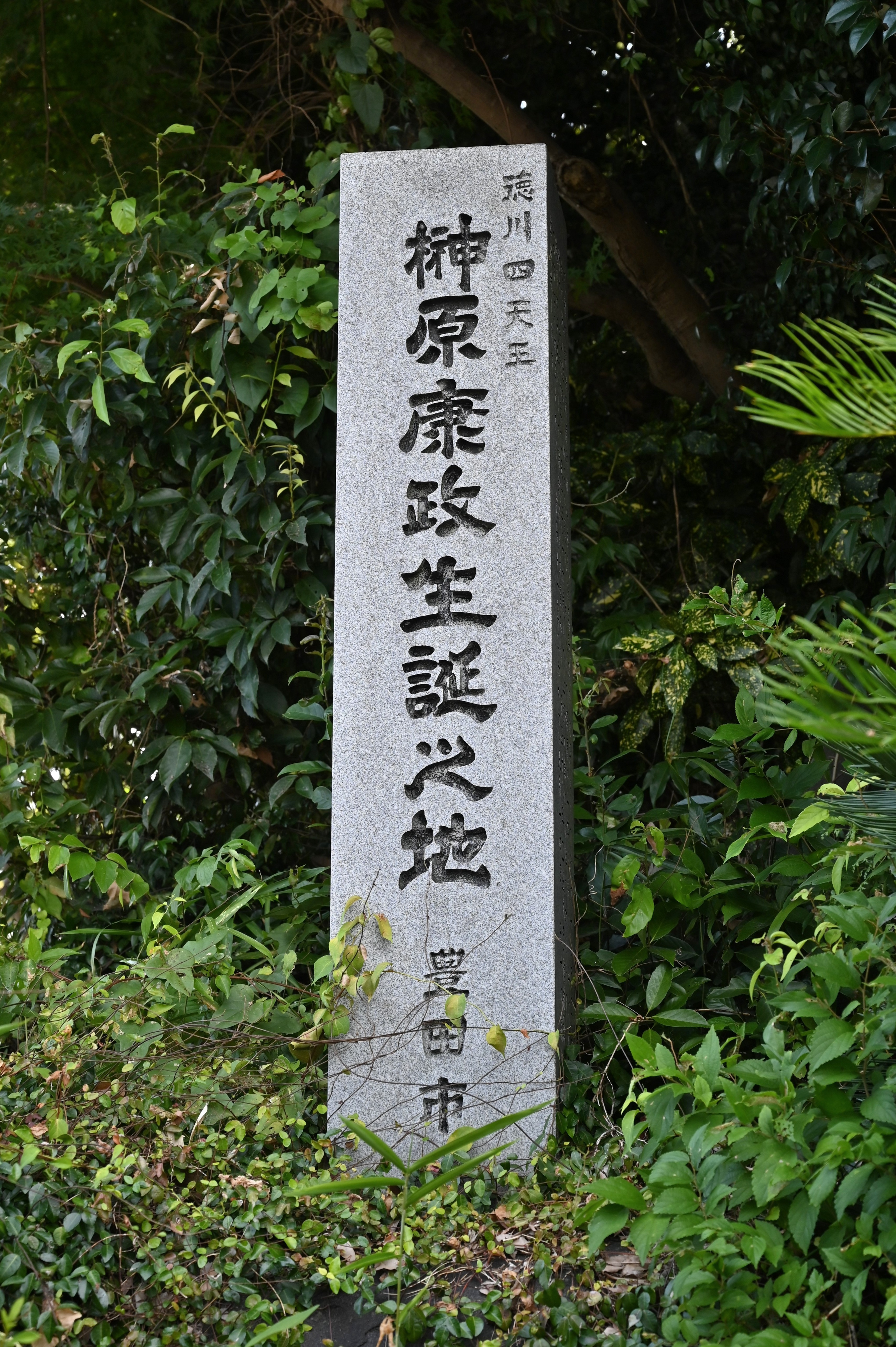
榊原康政生誕之地碑（愛知県豊田市）

榊原氏は三河仁木氏の一族と自称し、後に伊勢国一志郡榊原に移って榊原を称した。後に伊勢に残った本家筋の系統と三河に戻った分家筋の系統があったと称するが、永正15年（1518年）頃の松平家の奉行人の1人には既に「榊原主計忠直」が存在していたことが確認できる。康政の系統は松平氏譜代家臣の酒井忠尚に仕える陪臣の家柄であり、有力な存在とは言えなかった。
天文17年（1548年）、榊原長政の次男として三河国上野郷（現在の愛知県豊田市上郷町）に生まれる。幼い頃から勉学を好み、書を読んで、字も大変上手かったという。13歳の時、松平元康（後の徳川家康）に見出され、小姓となる。三河一向一揆鎮圧戦で初陣を果たし、家康から武功を賞されて「康」の字を与えられた。康政は兄・榊原清政を差し置き榊原家の家督を相続している。この理由として、清政が謀反の疑いで切腹した家康の長男・松平信康の傅役であったことから、後悔の念で自ら隠居したためとも、清政が病弱であったため、度々康政が名代を務めることが多く、それ故に康政が家督を継いだともいわれるが定かではない。家康が関東に移封された後、康政は度々清政を見舞っている。62年に父の長政が死去し、長政の弟の榊原一徳斎が康政を養子として後見した。
永禄9年（1566年）、19歳で元服。同年齢の本多忠勝と共に旗本先手役に抜擢されて、与力50騎を付属される。以後も家康の側近にあって、旗本部隊の将として活躍。元亀元年（1570年）の姉川の戦いでは朝倉軍の側面攻撃で多大な武功を立てている。元亀3年（1572年）の三方ヶ原の戦いでは家康撤退時に康政は浜松城に入らず、昼間のうちに浜松城に入れなかった味方兵を呼び集めて夜を待ち、一斉に兵に声を上げさせながら敵陣に駆け入らせ、動揺し逃げ惑う武田軍を瓦解させてから浜松城に入ったという。天正3年（1575年）の長篠の戦いでは決死の覚悟で徳川本陣に突撃してくる内藤昌豊を本多忠勝と共に戦って家康を守ったという。天正9年（1581年）の高天神城の戦いでは先陣を務めた。翌天正10年（1582年）の本能寺の変発生後の家康の伊賀越えにも同行している。

### 本能寺の変後

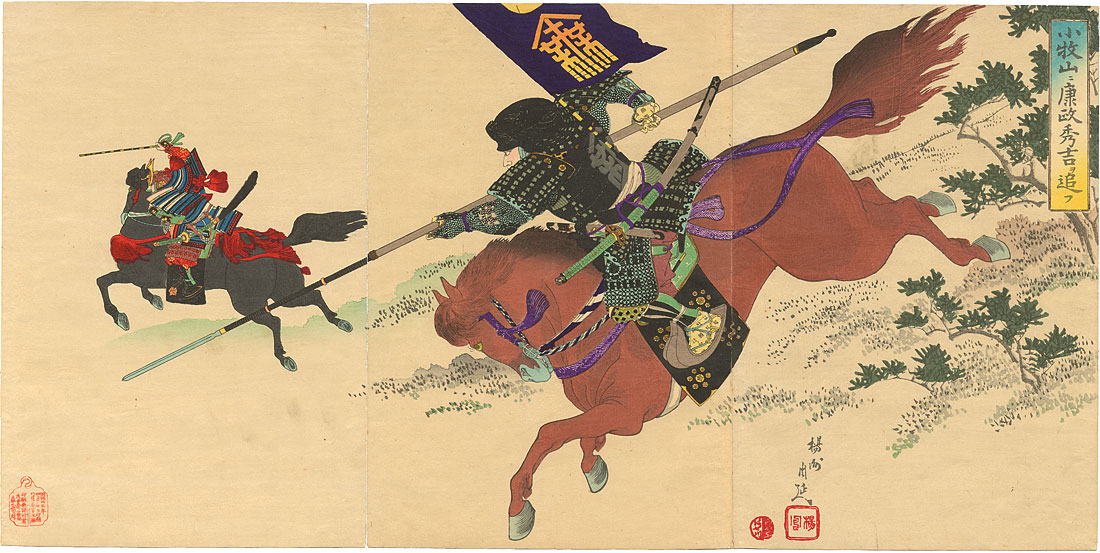
小牧・長久手の戦いでの榊原康政（楊洲周延画）

天正12年（1584年）、家康が信長の死後に頭角を現した羽柴秀吉（後の豊臣秀吉）と対立し、小牧・長久手の戦いに至る。家康は康政に命じて、小牧山城の大改修を行ったという。この合戦で織田・徳川連合軍は、秀吉の甥・秀次の軍勢を攻撃し、森長可、池田恒興を討ち死にさせるなど奮闘したが、康政は堀秀政に敗れて岩作方面に敗走した。
また江戸時代に成立した『藩翰譜』によれば、康政は秀吉の織田家の乗っ取りを非難する檄文を書き、これに憤怒した秀吉は康政の首を獲った者には十万石を与えるという触れまで出したというが、こうした事実があったことは確認できず、この逸話は後世の作り話とされる。
家康と秀吉が和睦すると京都への使者に立てられる。天正14年（1586年）11月、家康の上洛に随身し、家康は同月5日、正三位に昇叙し、康政は徳川家懐柔の一環として同月9日、従五位下・式部大輔に叙任され、豊臣姓を下賜された。
天正18年（1590年）、小田原征伐では徳川軍の先手を務める他、城の受け取り役や、北条氏政、北条氏照切腹の検死役を務めている。同年、家康が関東に移封されると関東総奉行として本多正信らを監督し、江戸城の修築に務める傍ら、上野国館林城（群馬県館林市）に入り、忠勝と並んで家臣中第2位の10万石を与えられる。館林では堤防工事（利根川東遷工事の一環）や、街道整備などに力を注いだ。
慶長4年（1599年）、宇喜多秀家の家中で家臣内での対立が起こった。宇喜多騒動と呼ばれるこの家中内紛を、越前国敦賀城主の大谷吉継と徳川家康の家臣である榊原康政が調停役として派遣された。康政が派遣された理由については、康政の側室周光院が宇喜多家臣の花房氏の縁戚であったことが考えられる。多くの処分者と離反者を出して騒動は終息したが、この時宇喜多家を離れた人材に戸川達安・岡貞綱・宇喜多詮家（坂崎直盛）および、花房氏の花房正成・花房職秀（職之）がいる。彼らは皆、徳川氏の家臣となっている。この大量離脱により、豊臣氏の有力大名であった宇喜多家は家中が混乱し、重臣らの離脱により大きく軍事力を減らし、翌年に起きた関ヶ原の戦いに影響を与えたとされている。康政は伏見在番の任期が終わっても居残り調停を続けた結果、国許での政務が滞ることになった。そのことで家康より叱責をうけ、康政は国許へ帰らされた。なお、花房職之の子の職直はのちに康政の養子となっているが、これも周光院の縁および宇喜多騒動当時の知縁が推測されている。

### 江戸時代
慶長4年（1599年）頃、石田三成が伏見館の家康を襲って誅殺しようとしているという動きがあったといわれ、康政は情報を得てすぐに家康の元に馳せ参じ、守ったという。この時、すぐには伏見館に入らず、東国から押し寄せた家康を守る兵の数を少しでも多く見せようと考え、関所を設けて人々の往来を制限。それと共に兵を京、伏見、淀に送って、「今家康の兵十万が東国より来て陣を取っており、兵糧を買いつけたい」と言って、兵糧として赤飯、饅頭、餅、酒を一つ残らず買い取ると触れ回ったという。
慶長5年（1600年）、関ヶ原の戦いにおいては、主力の徳川秀忠軍に軍監として従軍し、中山道を辿り美濃国を目指すが、荒天で家康からの進発命令を携えた使者が遅れ、信濃上田城（長野県上田市）の真田昌幸攻めを中止し、美濃に向かったもののやはり荒天で、秀忠とともに合戦に遅参する（上田合戦）。『藩翰譜』によれば、家康は秀忠の失態に激怒したが、康政のとりなしで事なきを得て、伏見城での対面が許され、秀忠は康政に大変感謝したと言われる。また、康政は秀忠に対して上田城攻撃を止めるように進言したとも言われている。
関ヶ原の戦いの後に老中となるが、所領の加増は無かった。よく言われる「家康が古参家臣に冷淡であった」とする根拠の1つとして、武功派家臣で、大きな失態のなかった康政を躊躇なく遠ざけた史実が挙げられることもあり、その際には康政らはこれに憤慨していたという形で語られる。これとは別に、次の世代の大久保忠隣・本多正純が既に老中となっていたため、康政が「老臣権を争うは亡国の兆しなり」と言い、自ら離れていったとする説もある。
一説には家康から水戸に加増転封を打診されたが、関ヶ原での戦功がないこと、館林が江戸城に参勤しやすいことを理由に断ったのだとも言われる。家康は康政の態度に感銘して、康政に借りがあることを神に誓い証文として与えた。慶長8年（1603年）には近江国に在京料として五千石が加増されている。
慶長11年（1606年）5月6日に毛嚢炎を煩い悪化、14日巳刻に館林にて死去。前記の関ヶ原の戦い後の対応で康政に恩ある秀忠は、病床にある康政を見舞うため医師や家臣を遣わせたが、その甲斐なく59歳で没した。
葬儀の際に側近の南直道が追腹を行った。後継の康勝の許可により、その墓は康政の隣に建てられている。
長男の忠政は母方の大須賀家を継ぎ、次男の忠長は夭折していたことから家督は三男の康勝が継いだ。大正4年（1915年）11月9日、贈正四位。

## 人物・逸話

### 功績
- 『武備神木抄』では、「康政は武勇では本多忠勝に劣るが、部隊の指揮官としての能力は忠勝に勝り、井伊直政に匹敵する」とされている。同書では「衆（部隊）をよく使い、軍慮見切り等は忠勝、両将（康政・直政）におよばず」と記されている。
- 姉川の戦いの時、第二陣に属し、この時、隊を真一文字に進ませ、登り難い岸を声を掛け合って押しあがれと指示。酒井忠次隊を追い抜かんばかりで、先鋒だった忠次隊も慌てて功を競ったという。この戦いで康政は家康に、「この手の戦い方は、この度の康政が手本なり」といわしめたとされる[6]。
- 秀吉の死後、家康の命令で徳川軍を率いて近江国の瀬田まで進軍した。これは示威行動であるが、実際の兵力は3,000人ほどだった。ところが康政は瀬田に関所を設けて人留めを行なうことで、諸大名に大軍を率いているように見せつけさせたとされている[9]。
- 三河大樹寺で学んだ能筆家としても知られ、行政能力に長けており、家康の書状もよく代筆したとされる。小牧・長久手の戦いの際に前年に信長の三男・織田信孝を殺害したという秀吉非難の文言も、達筆な文字であちこちに記された[10]。

### その他
- 井伊直政とは親友だったとされ、その交流の深さを知る上で、康政の次の様な言葉がある。「大御所（家康）の御心中を知るものは、直政と我計りなり」。常々「自分が直政に先立って死ぬようなことがあれば、必ず直政も病になるだろう。また直政が先立てば、自分の死も遠くない」と語り、直政が従軍するとあれば、康政は安心し、康政が従軍するとあれば直政は安堵したという[11]。直政が亡くなった後、まだ幼少だった井伊直孝に対して「何かあったら自分に申し付けるように」と家臣の木俣守勝らに書状で述べている（「京都井伊美術館所蔵文書」、「大阪城歴史博物館所蔵文書」）。
- 康政が家康に仕えた時、水野信元の家人に餞別としてもらった具足を着て戦に参加し、高名があったことから、以降康政は嘉例として出陣の時にはその具足を持ったという[6]。

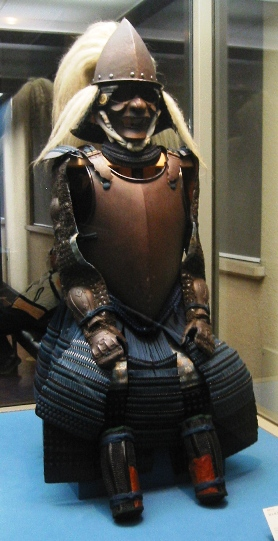
南蛮胴具足 （兜鉢のみ輸入品、東京国立博物館蔵、重要文化財）

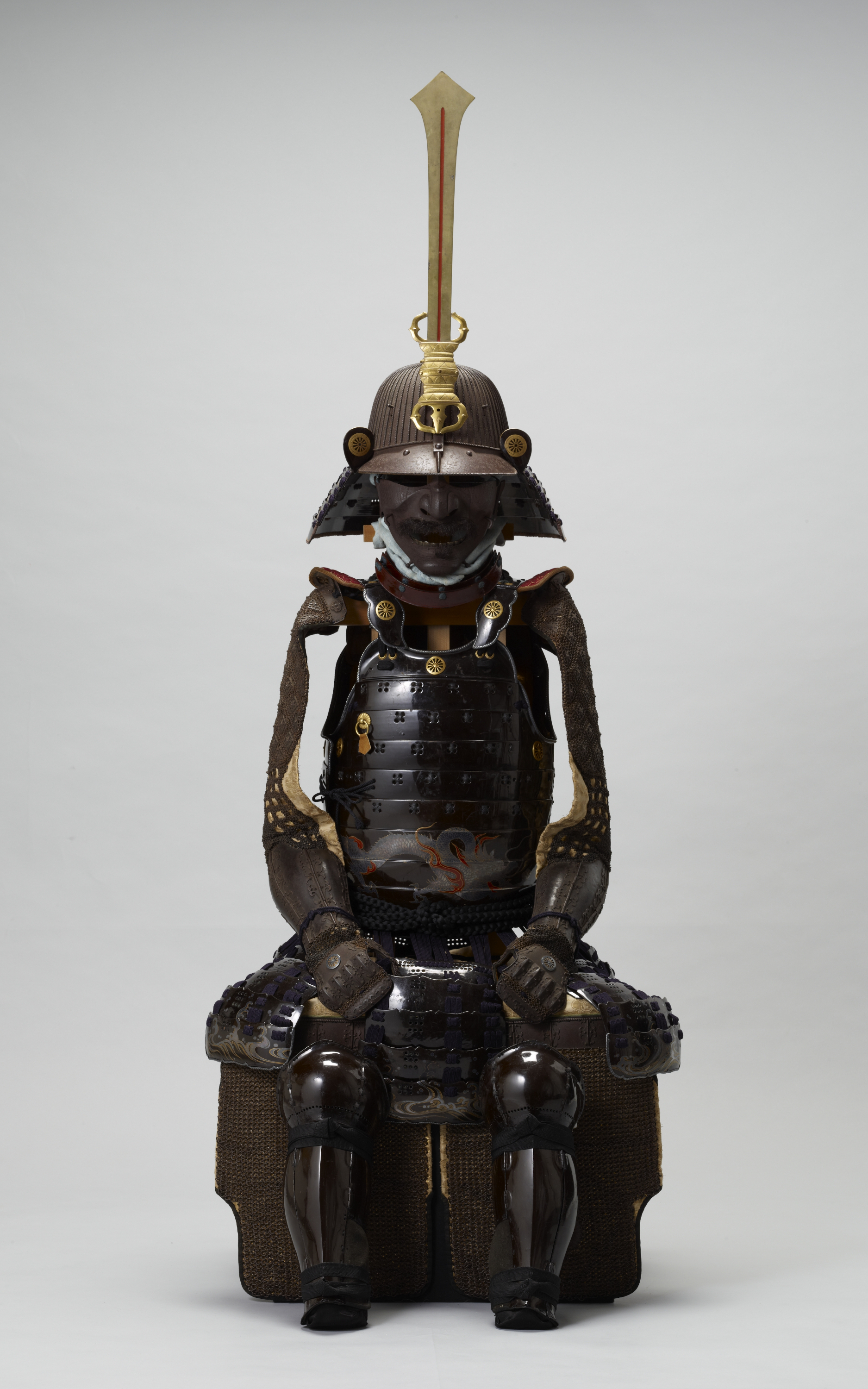
黒糸威二枚胴具足（東京国立博物館蔵、重要文化財）

- 隊旗には「無」の一字を配した。「無」の文字の意味は不明。所用の「紺糸威南蛮胴具足」や「黒糸威二枚胴具足」などは、現在は重要文化財で東京国立博物館の所蔵。
- 家康の嫡男・松平信康は勇猛だが乱暴な一面もあった。このため康政は信康にたびたび諫言したため遂に信康は激怒して康政を弓で射殺しようとした。だが康政は少しも動じず泰然としていたため、逆に信康のほうがその態度に気圧されて諫言に従った[12]。
- 家康と秀吉が和平した後、最初の使者として秀吉から康政が指名されたという。康政が上京して秀吉と対面した時、秀吉は「小牧にて立札を立てた私の首を一目見たかろうと思って呼んだが、和睦した今になってみればその方の志はあっぱれである。それを言うためにここに呼んだ。儂もお主を小平太と呼んでよいか。徳川殿は小平太殿のような武将を持っていて羨ましい。その功を賞して、従五位下・式部大輔の官位を贈ろう。」と言い、祝宴まで開いたという[6]。
- 康政の一族は元は陪臣の出で家臣も少なかった（記録上、唯一確認できる康政以前からの榊原氏譜代の家臣は竹尾氏のみで、しかも江戸時代を通じて重臣に列する事は無かった）。他に康政の兄・清政の息子や娘婿も康政に仕えているが、彼らの能力だけで10万石を運営することは不可能であった。このため、家康から御付人と称される家臣が派遣され、後に彼らは家康の命によって徳川家の直臣から榊原氏の家臣へと転属になった。特に中根長重・原田種政・村上勝重は「三家老」と称され、康政を補佐して領国の運営を行った。康政および家康が没すると三家老は榊原家を去って徳川家の旗本に戻ることを望んだが、徳川秀忠の説得で息子に家督を譲って榊原家に留まらせることを条件に旗本として1,000石が与えられた。「三家老」の子孫は代々家老職を継承したが、秀忠から与えられた1,000石の継承も認められて明治維新に至っている[1]。のち、慶応の改革に際し旗本の軍役が金納に代わった際、この1,000石分の軍役の扱いについて、幕府勘定所と榊原家（当時は越後高田）の間で論争になっている[13]。

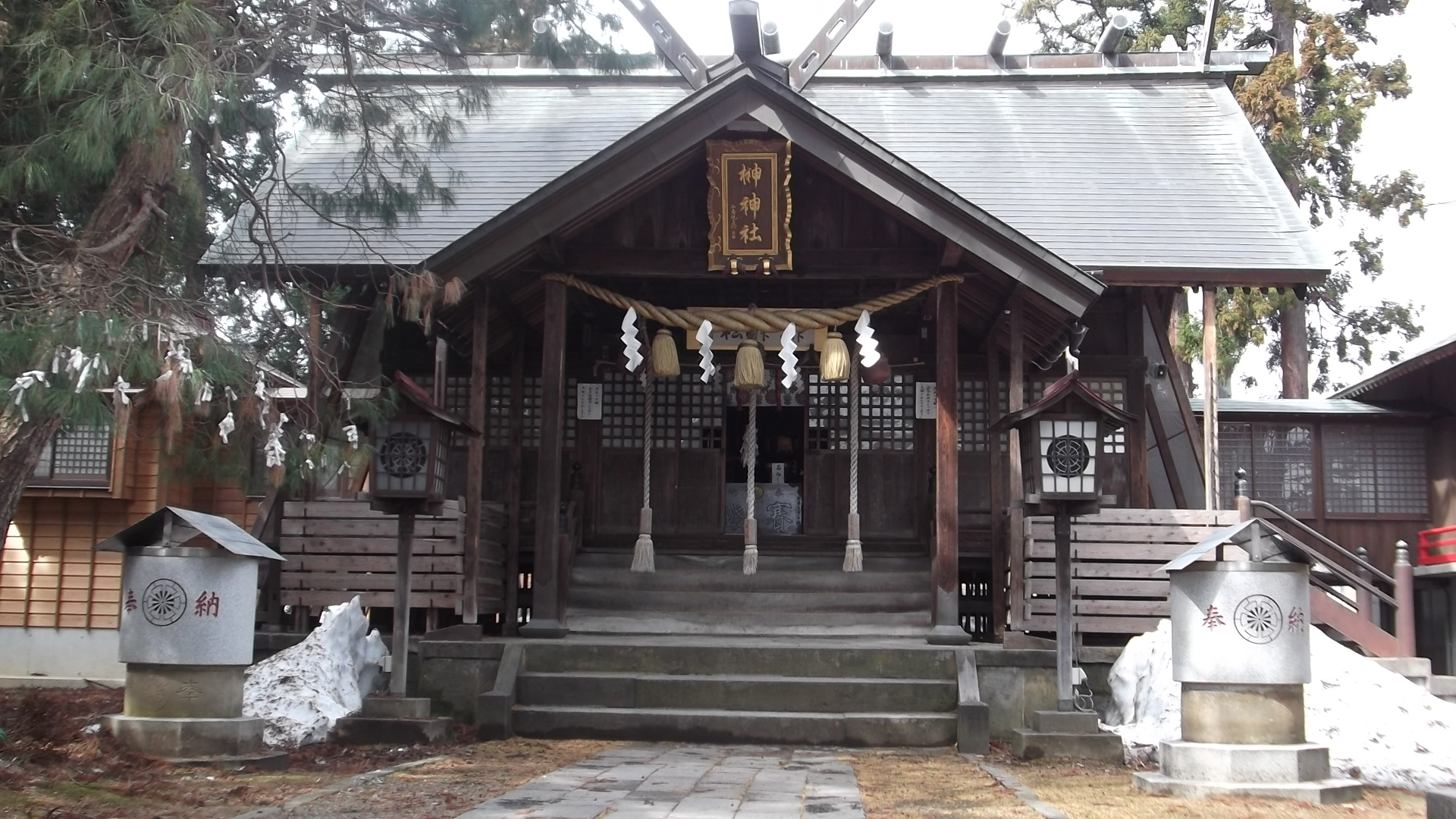
越後高田藩主・榊原家を祀る「榊神社（さかきじんじゃ）」［新潟県上越市］

- 愛知県豊田市、群馬県館林市、兵庫県姫路市、新潟県上越市の4市は文化交流を目的として、昭和60年（1985年）から「榊原康政公ゆかり四市市長懇談会」を開催している。この懇談会は「榊原サミット」とも呼ばれ、豊田は康政の生誕地、館林は死没地、姫路と上越は榊原家が城主を務めたことがある地で、いずれも榊原家にゆかりの深い都市である。サミットは当時の豊田市長の発案によって発足し、歴史と文化を生かしたまちづくりを通して、各市間の友好の輪を広げることを目的としたもので、毎年4市が持ち回りで決定したテーマを基に市長懇談会が行われている。

## 系譜
- 父：榊原長政
- 母：道家氏
- 正室：善学院 - 大須賀康高の娘
  - 長男：大須賀忠政（1581-1607） - 大須賀康高の養子
  - 長女：聖興院 - 酒井忠世正室（?-1652）
- 側室：周光院（花房氏）
  - 三男：榊原康勝（1590-1615）
  - 三女（早世）
- 生母不明の子女
  - 次男：榊原忠長（1585-1604）
  - 次女：福正院（1594-1672） - 鶴姫、池田利隆正室
- 養子
  - 女子：松月院 - 喜連川義親正室、周光院の姪
  - 男子：榊原職直（1586-1648） - 花房職之の次男

- 康政の死後、長男は外戚の大須賀氏に養子入り、次男は早世していたため、家督は三男の康勝が継いだ。康勝もまた大坂夏の陣後、26歳で継嗣無くして死去した。このため、榊原氏は断絶の危機に立たされたが、幕府は康政の功績を評価し、家康直々の裁定により、長男・大須賀忠政の長男で康政の孫にあたる大須賀忠次（榊原忠次）に跡を継ぐことを許している。これにより大須賀氏は断絶となった。この、「徳川四天王の榊原康政の家」「家康直々の裁定により御家存続した家」という前例が後々までも影響し、大名榊原家は幾度かの不祥事や相続危機を迎えても、改易や断絶という処分がなされることはなかった。
- 上述の榊原忠次が跡を継いだ際、嗣子無しとされた康勝には実際は庶子・平十郎（後の榊原勝政）が存在したが、家臣たちが「幼少の当主では勲功挙げ難し」「幼少の藩主では領地削減の可能性がある」「館林藩が潰れれば自分たちは幕府の直臣になれる」と考え、幕府に平十郎の存在を届けなかった。後に存在が発覚し、家臣は処罰された[14]。紆余曲折の後、本来の相続者である勝政の子孫は幕府により大身の旗本とされたが、彼の孫の代に、嗣子が絶えた榊原本家に養子を出しこれを相続した。その後、再度嗣子が絶えた際も、この旗本家から養子の政岑を迎えており、いわば本家のバックアップとして機能することとなった。この旗本家はその後も養子を迎えるなどして存続し、江戸町奉行・榊原忠之を輩出する。
- 康政の兄・清政は1,800石の幕府の旗本となり、家康の隠居城である駿府城の後詰めの城である久能山城を守り、子孫は旗本として代々駿河久能山東照宮の責任者となった。本来はこの兄の家が榊原本家であるはずなのだが、清政自身が病弱であったために家康の命により康政が榊原の家督を相続したこと、榊原家の累進は康政一代の勲功に因るところが大きいため、現在では榊原氏の本流という場合、康政の系統を指すことが一般的である。なお清政の子の照久は家康廟所である久能山東照宮の責任者として、武家としては異例である従二位[15]という高位となっている。

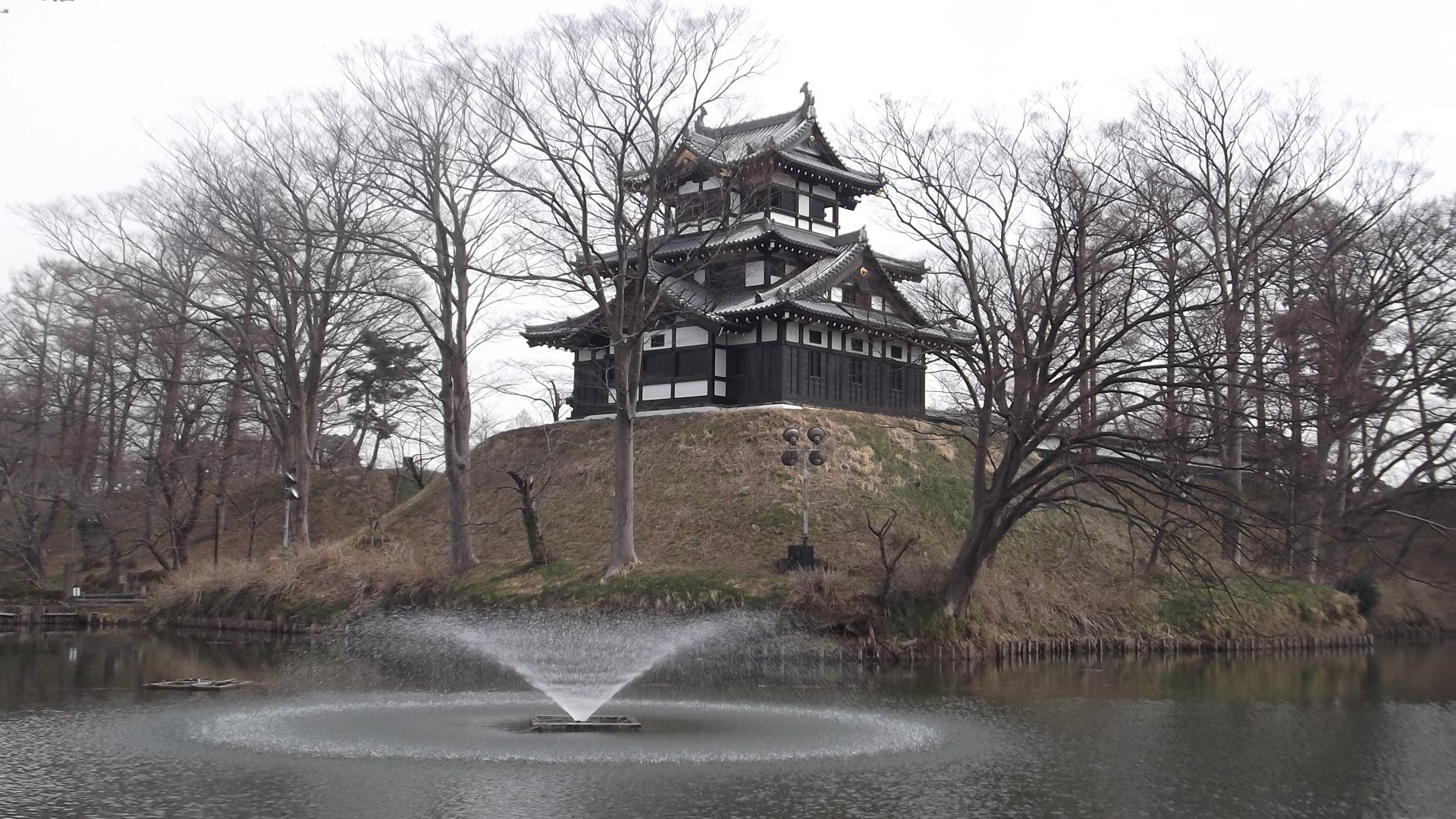
越後高田城三重櫓（新潟県上越市）

- 江戸時代中期の榊原家の当主・榊原政岑は、江戸城大手門の警備担当の際に奇抜な服装で現れたり、江戸の公認売春地区であった吉原に通い詰め、名妓を身請けするなどして、派手を好んでいた。この所業は当時、倹約令を出していた8代将軍・徳川吉宗の政策に反するところであり、榊原家の危機となったが、家康が康政に下していた神誓証文を幕府に差し出し嘆願したところ、当人の隠居および表高は同じ15万石で、越後高田藩に懲罰的移封処分という軽いお咎めで済んだとされる。
- 最後の将軍徳川慶喜は福正院の女系子孫に当たる。

## 墓所・霊廟・神社
- 群馬県館林市楠町の善導寺。
- 和歌山県高野町の高野山奥の院。

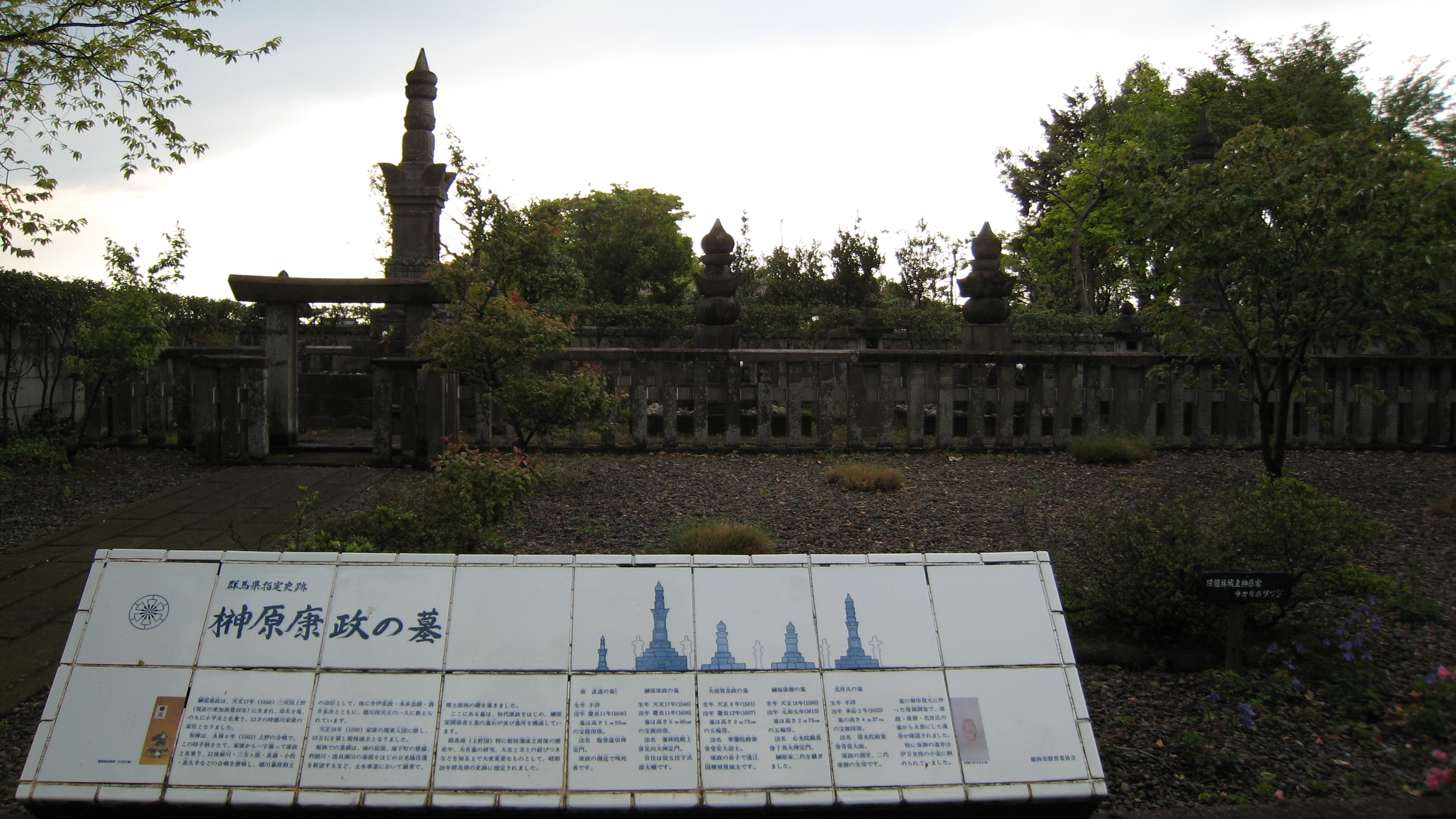
榊原康政の墓 善導寺（館林）

- 新潟県上越市の榊神社は康政を祭神としており、康政着用と伝えられる具足や馬印などが所蔵されている。